# Quel raggio nella notte
Quel raggio nella notte è un singolo della cantante italiana Irene Grandi, pubblicato il 23 ottobre 2020 come quarto estratto dal dodicesimo album in studio Grandissimo.

## Descrizione
Il singolo è una ballata malinconica con sfumature blues che parla di un amore che trascende la natura romantica del termine per essere inteso come amore universale. Il testo è stato scritto da Mario Amato mentre l’arrangiamento è stato curato da Antonio Filippelli.

## Video musicale
Il videoclip è stato reso disponibile il 23 ottobre 2020 sul canale Vevo-YouTube della cantante. Il video è ambientato in un mondo arido, desolato e distrutto dove un angelo caduto (interpretato da Irene Grandi) canta l'amore universale perduto. L'amore unico e imprescindibile che anima l'universo e le sue regole precise. Racconta la storia di due giovani sopravvissuti che riescono, grazie ad una voce che li attrae, ad incontrarsi davanti ad un misterioso portale di energia, pronti ad essere prelevati da sette dischi volanti. I ragazzi avranno così modo di avviare un compito ben preciso e per loro predestinato: continuare a perpetuare l'umanità vivendo il loro amore in un altro mondo o in un'altra dimensione. Il video ideato e diretto dall'artista fiorentino Lorenzo Andreaggi è stato girato in varie location toscane: all'interno della Cava Bagni Marii di Rapolano Terme, nelle biancane del Deserto di Accona, nei calanchi delle Crete Senesi e al Site Transitoire "il Sito Transitorio", l'opera scultorea dell'artista francese Jean-Paul Philippe ad Asciano.

## Classifiche
| Classifica (2020)         | Posizione massima |
| ------------------------- | ----------------- |
| Italia (airplay italiane) | 64                |